# The Music Machine (gruppo musicale)
The Music Machine sono statu un gruppo garage rock statunitense.
I Music Machine sono diventati negli anni un gruppo di culto per via della particolare originalità dei pezzi che alternavano passaggi violenti e passaggi malinconici e per via anche della carismatica figura di Bonniwell, cantante e compositore dalla caldissima voce capace di esaltarsi anche in brani lenti, assumendo toni quasi da crooner.

## Storia
I Music Machine si formarono a metà degli anni sessanta da Sean Bonniwell, cantante e chitarrista di San Jose.
Pervennero al successo con Talk Talk che nel 1966 raggiunse la top 20 dei brani più ascoltati negli Stati Uniti. In seguito non furono più in grado di incidere nuovi hit a causa di problemi legati alla promozione dei loro dischi e dei concerti e si sciolsero rapidamente. 
Il gruppo si faceva notare anche per il particolare look: vestivano tutti di nero, con un singolo guanto di pelle nella mano destra che rappresentava l'unione del gruppo, mentre la mano senza guanto rappresentava l'identità dei singoli.
Bonniwell continuò la carriera solista, ma ben presto abbandonò polemicamente la scena musicale per dedicarsi alla ricerca spirituale, viaggiando da solo per gli Stati Uniti.
Recentemente il gruppo si è riformato con Bonniwell e nuovi elementi e ha fatto una tournée in Europa nel 2004.

## Formazione
- Sean Bonniwell - voce, chitarra
- Mark Landon - chitarra
- Doug Rhodes - organo
- Keith Olsen - basso
- Ron Edgar - batteria

## Discografia

### Album in studio
- 1966 - (Turn On) The Music Machine
- 1967 - The Bonniwell Music Machine

### Compilation
- 2000 - Ignition